# Vattenfallsseglare
Vattenfallsseglare (Cypseloides senex) är en fågel i familjen seglare.

## Utseende och levnadssätt
Vattenfallsseglaren är en stor seglare med enfärgat kallt brun fjäderdräkt där ansiktet är ljust. Arten liknar sotseglaren men är större och ljusare. Som namnet avslöjar hittas fågeln oftast nära vattenfall, där den både tar nattkvist och häckar, ibland i mycket stora flockar. Dagtid födosöker den över en rad olika miljöer.

## Utbredning och systematik
Fågeln förekommer från centrala och södra Brasilien till östra Paraguay och nordöstra Argentina. Den behandlas som monotypisk, det vill säga att den inte delas in i några underarter.

## Status
Arten har ett stort utbredningsområde och beståndet anses vara stabilt. Internationella naturvårdsunionen IUCN listar den därför som livskraftig (LC).